# Anzünder
Ein Anzünder dient dem Anzünden der Treibladung eines Geschosses oder einer Rakete. Somit wird eine Deflagration der Treibladung ausgelöst und das Geschoss oder die Rakete angetrieben. Ein Zünder hingegen löst die Detonation des Sprengkopfes oder einer Sprengladung zum gewünschten Zeitpunkt aus.
Anzünder kann auch die Bedeutung eines Hilfsmittels zum Anzünden von Brennstoffen sein. Z.B. beim Grillen oder Kamin.